# Новая Александровка (Бугульминский район)
Но́вая Алекса́ндровка — деревня в Бугульминском районе Татарстана. Расположена в 16 км от районного центра Бугульма. Ближайшая железнодорожная станция Зай находится в 2 км.

## Население
В деревне проживают 518 человек, в том числе в деревне Старая Казанка.
Количественный состав по национальностям:
- русские — 66%
- татары — 18%
- мордва — 10%

В деревне имеются средняя школа, фельдшерско-акушерский пункт, почтовое отделение связи, дом культуры, магазин (в деревне Старая Казанка).

## История
Деревня Новая Александровка появилась в 1882 году, когда Александр III принял меры по смягчению малоземелья крестьян. Был учреждён Крестьянский Банк, который предоставлял дешёвые кредиты для покупки крестьянами земель. С Украины из-под города Каменец-Подольска в Бугульминский уезд переехали 300 семей. Они обосновались в селах Микулино, Ключи, Байрякино, Аргуновка. Деревня, в которой поселилось 100 семей, была севернее современной.
Переселенцы приехали из деревни Александровка, в память о ней свою новую деревню они назвали Новая Александровка. В километре от деревни Новая Александровка, на берегу реки Зай находится деревня Старая Казанка. Эту деревню в конце XVIII века основала Екатерина II, выслав из-под Казани русских крестьян на свободные царские земли. Эта версия вносит некоторую ясность в этимологию села: раз из-под Казани, значит, Казанка, да и речушка, которая течет через деревню и впадает в Зай, называется Казанка.